# Cerimônia de abertura da Universíada de Verão de 2015

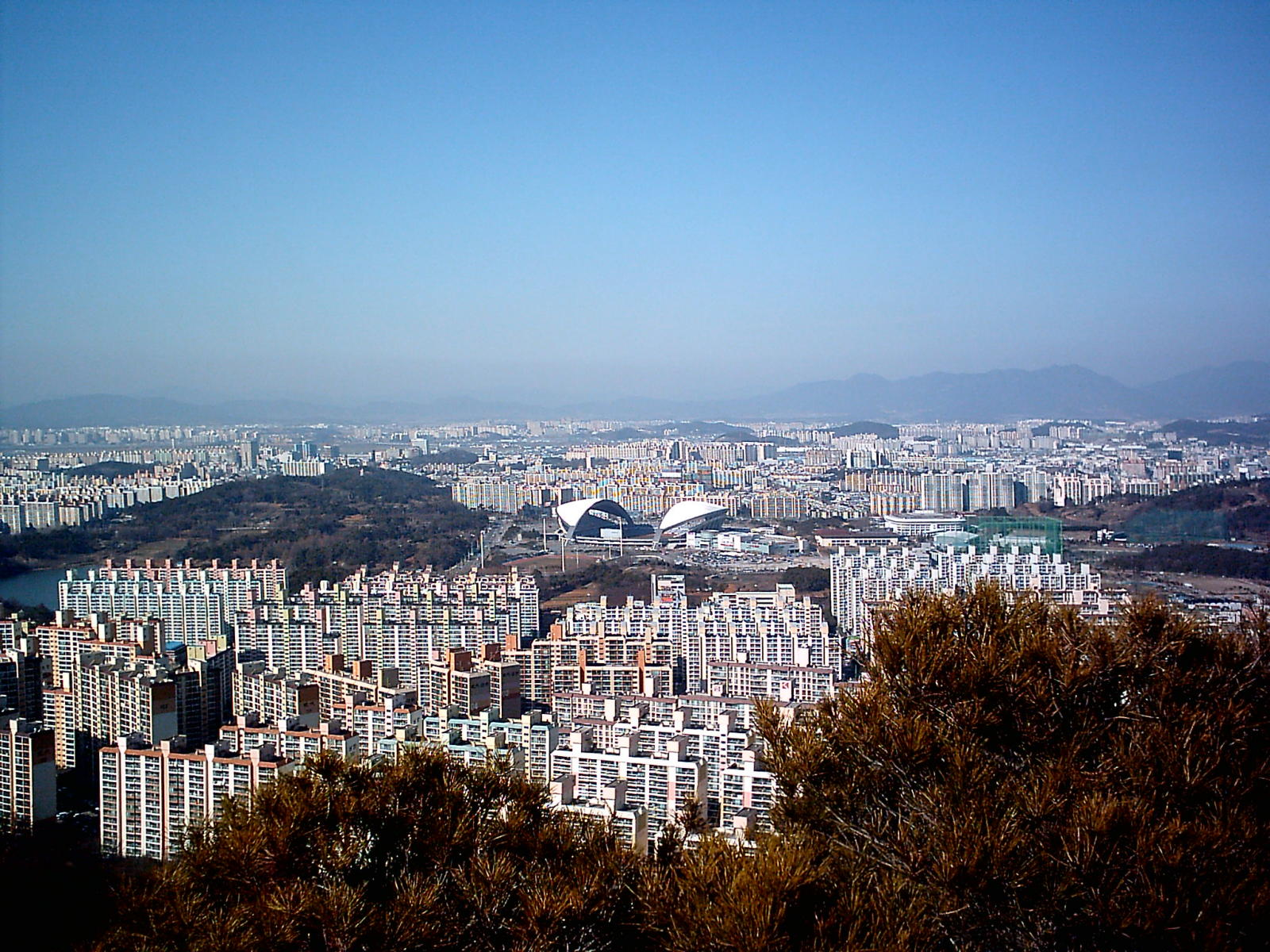
Gwangju, em 2007.

A cerimônia de abertura da Universíada de Verão de 2015 foi realizada em 3 de julho de 2015 no Gwangju World Cup Stadium em Gwangju na Coreia do Sul.

## Programa

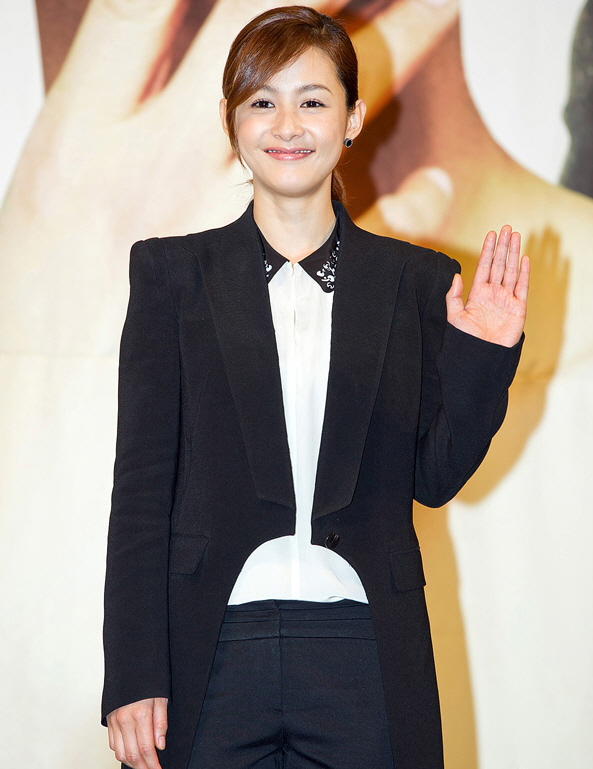
A soprano Kang Hye-jung.

A noite de abertura começou com uma performance dos dois melhores músicos clássicos coreanos: a soprano Kang Hye-jung e o tenor Chung Eui-keun. Uma série de estrelas do K-Pop, incluindo os grupos femininos EXID, Girl's Day, 4Minute e Brown Eyed Girls, bem como as bandas masculinas Bangtan Boys e SHINee subiram ao palco. O show misturou as performances artísticas com música moderna, alternando entre a voz melódica da soprano Kang e do tenor Kang e as batidas dos artistas modernos. Um dos destaques da noite foi a apresentação da violinista Shin Ji-ah que impressionou os espectadores com sua impecável técnica.